# 叶嘉安
葉嘉安（英語：Anthony Yeh Gar-on，1952年—），香港城市規劃師, 聯合國人居講座獎（英語：UN-HABITAT Lecture Award) 得主。出生于香港。早年就讀九龍華仁書院，1974年毕业于香港大学地理及地质系，1976年获亚洲理工学院硕士学位。1978和1980年分别获美国纽约州雪城大學区域规划硕士及城市规划博士学位。2003年当选为中国科学院院士。香港大学城市研究及城市规划研究中心讲座教授及主任、城市规划及设计系系主任、地理信息系统研究中心主任、前研究学院院长、前交通运输研究所所长、亚洲规划学院协会、亚洲地理信息系统学会秘书长、和香港注册專業规划师。